# Cordillera Ampato

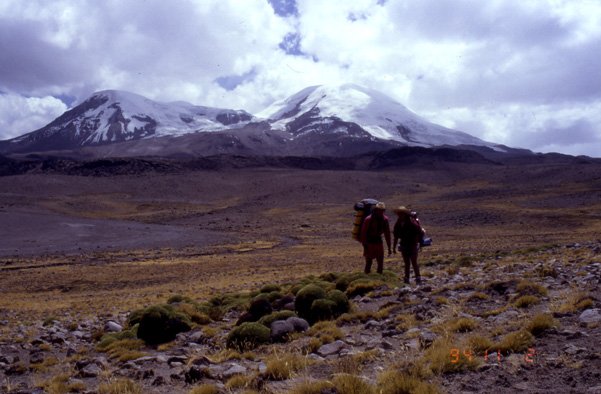
Coropuna

Cordillera Ampato är en snötäckt bergskedja i södra Peru, som tillsammans med Cordillera Apolobamba, Cordillera Chila, Cordillera Urubamba och Cordillera Vilcanota, bildar den centrala vulkaniska zonen i Arequipa, Ayacucho, Cusco och Puno. 
I regionen finns flera över 5200 meter höga bergspass. Trakten kännetecknas av gejser och heta källor. Berget Ampato har sin top 6305 meter över havet.